# Мерфи, Джим
Джеймс Фрэнсис Мерфи (англ. James Francis Murphy; род. 23 августа 1967, Глазго, Шотландия) — британский политик из Лейбористской партии. Представляет избирательный округ East Renfrewshire Большого Манчестера в Палате общин в 1997—2015 годах. Лидер Шотландской лейбористской партии с 2014 по 2015 год.

## Биография
Когда Мерфи было 12, его семья переехала к Кейптауну, чтобы избежать экономических трудностей в Шотландии. Мерфи вернулся в Шотландию в возрасте 18 лет и начал обучение в Университете Стратклайда (по специальности «Политология» и «Европейское право»). Женат, трое детей. Мерфи болеет за «Селтик», он также является капитаном футбольной команды парламента. Вегетарианец и трезвенник.
После окончания школы, Мерфи был председателем шотландского отделения Национального союза студентов 1992 по 1994 годы. В 1994—1996 годах был президентом союза.
В марте 2001 года стал личным парламентским секретарём госсекретаря по вопросам Шотландии, Хелен Лидделл. В июне 2002 года назначен правительственным кнутом. После выборов 2005 года получил должность заместителя госсекретаря в канцелярии Кабинета министров. В мае 2006 года был назначен министром по делам занятости и социальных реформ. В июне 2007 года был назначен министром по делам Европы. В октябре 2008 года стал членом кабинета как министр по делам Шотландии. Он оставался на этой должности до поражения лейбористов в 2010 году.